# Разумовский, Дмитрий Александрович (военнослужащий)
Дми́трий Алекса́ндрович Разумо́вский (16 марта 1968, Ульяновск, РСФСР, СССР — 3 сентября 2004, Беслан, Северная Осетия — Алания, Россия) — российский военнослужащий, начальник отделения Управления «В» («Вымпел») Центра специального назначения Федеральной службы безопасности Российской Федерации, подполковник, погибший при освобождении заложников во время теракта в Беслане. Посмертно удостоен звания Героя Российской Федерации.

## Биография

### Ранние годы
Дмитрий Разумовский родился 16 марта 1968 года в городе Ульяновске. Его отец Александр Алексеевич работал инженером-строителем, а мать — преподавателем музыки. После окончания школы № 1 города Ульяновска Дмитрий пытался поступить в военное училище, но не прошёл по конкурсу. Год работал лаборантом в Ульяновском высшем военном командном училище связи. Серьёзно занимался спортом — в 1985 году стал чемпионом СССР по боксу среди юношей.

### Служба на таджико-афганской границе
Служил в рядах Вооружённых Сил СССР с 1986 года. Окончил Московское высшее пограничное командное ордена Октябрьской Революции Краснознаменное училище КГБ СССР им. Моссовета (в настоящее время Московский пограничный институт ФСБ России) в 1990 году. Был чемпионом училища по боксу. По окончании обучения распределён для дальнейшего прохождения службы в Среднеазиатский пограничный округ на один из самых сложных участков — в Пянджский погранотряд. В 1990 году, когда в Душанбе начались массовые беспорядки, фактически ставшие прелюдией к гражданской войне в Таджикистане, Разумовский находился на должности заместителя начальника погранзаставы.
С 1991 года участвовал в боевых действиях на таджико-афганской границе. Был командиром 1-й ДШЗ (десантно-штурмовой заставы) десантно-штурмовой маневренной группы Московского погранотряда. Участник множества боевых операций, за которые был награждён орденом «За личное мужество» и медалью «За отвагу». Под его командованием группа нанесла большие потери бандформированиям и группам наркоторговцев. Так в ходе одной из засад была перехвачена партия контрабанды из трёх тонн героина. За голову офицера бандиты обещали триста тысяч долларов. За всё то время, что Дмитрий Разумовский служил в Таджикистане, он не потерял ни одного подчинённого.
В 1993 году Разумовский получил сильную контузию в одном из боёв. Находясь в госпитале, Дмитрий узнал о гибели друзей с 12-й погранзаставы — начальник заставы Михаил Майборода был его лучшим другом. Со своей будущей женой Эрикой Разумовский познакомился на похоронах Михаила и назвал своего старшего сына в его честь.
В 1994 году Разумовский был вынужден уволиться из армии после публикации в ряде центральных газет своего письма о фактах коррупции среди командования и бессмысленной гибели по вине вышестоящего руководства российских пограничников и военных в Таджикистане.

### В группе «Вымпел»
После увольнения он вернулся в Ульяновск, пытался найти своё место на «гражданке», но безуспешно. По рекомендации в октябре 1996 года он был приглашён на службу в органы государственной безопасности Российской Федерации. Служил в составе Управления «В», более известного как группа «Вымпел».
Участник Первой и Второй чеченских войн. Принял участие в отражении вторжения чеченских боевиков в Дагестан в 1999 году. Во главе группы провёл несколько успешных рейдов по тылам чеченских боевиков, уничтожая их базы, склады, полевых командиров. Зимой 2000 года Разумовский в составе подразделения спецназа совместно с десантным штурмовым полком воевал в Итум-Калинском районе Чечни. За успешную операцию по уничтожению колонны с боеприпасами он был награждён медалью ордена «За заслуги перед Отечеством» II степени. Весной того же года Дмитрий Разумовский участвовал в операции по захвату чеченского полевого командира Салмана Радуева.

### Последний бой в Беслане
Вместе с группой «Вымпел» подполковник Разумовский прибыл в город Беслан республики Северная Осетия — Алания, в котором 1 сентября 2004 года группа в составе тридцати двух террористов под командованием Руслана Хучбарова захватила в заложники свыше тысячи детей и взрослых в здании школы № 1.
На третий день захвата в спортзале, где содержались большинство заложников, произошли взрывы, вызвавшие обрушение части крыши. Выжившие заложники стали разбегаться, и штурмовая группа Разумовского получила приказ на штурм здания. Разумовский под шквальным огнём указывал подчинённым на огневые точки противника, но был сражён пулей снайпера во дворе школы.
За мужество и героизм, проявленные при выполнении специального задания, указом Президента Российской Федерации от 6 сентября 2004 года подполковнику Разумовскому Дмитрию Александровичу посмертно присвоено звание Героя Российской Федерации (медаль № 829).
7 сентября 2004 года Дмитрий Разумовский был похоронен на Николо-Архангельском кладбище г. Москвы вместе с восемью другими сотрудниками спецподразделений «Альфа» и «Вымпел», погибшими во время контртеррористической операции в Беслане.

## Память

Памятник Дмитрию Разумовскому в Ульяновске

В 2004 году был снят документальный фильм «Неизвестный солдат. Последняя командировка», посвящённый памяти Д. Разумовского. По инициативе местного жителя, также принимавшего участие в спасении заложников, на месте гибели Разумовского в Беслане установлена памятная плита (2011).                                                                                                                                                                                                                                                     
1 сентября 2007 года возле здания Ульяновского педагогического университета был открыт памятник Дмитрию Разумовскому. Его именем названа улица родного города, а на здании школы (ныне гимназии № 1), где он учился, установлена мемориальная доска.
15 марта 2011 года на доме № 14 по улице Карла Либкнехта в Ульяновске, где родился и провёл свои детские годы Д. Разумовский, установили мемориальную доску.
В 2015 году Разумовский посмертно получил звание почётного гражданина города Ульяновска. Его имя было присвоено ульяновской спортивной школе, ранее носившей название «Атлет», а также военно-патриотическому центру «Крылья» (Сочи). В Ульяновске у дома, где он жил, был высажен каштан и установлена памятная табличка.
Именем Дмитрия Разумовского в 2017 году названа одна из улиц района Крюково Зеленоградского административного округа города Москвы, образованного на месте бывшего посёлка Крюково, где в конце 1980-х годов проживал Разумовский. Реплика памятника в Ульяновске была торжественно открыта в 23-м микрорайоне Зеленограда в 2018 году.                                                                                                                                             
В честь Д. Разумовского проводились различные спортивные состязания: турнир по парашютному спорту на точность приземления на приз префекта Зеленоградского административного округа, соревнования по футболу и метанию ножа и топора.
В мае 2012 года Почта России выпустила почтовую марку из серии «Герои Российской Федерации» с изображением Д. А. Разумовского.                                               

Могила Разумовского на Николо-Архангельском кладбище Москвы
Памятник Дмитрию Разумовскому (Ульяновск)
Мемориальная доска на здании гимназии № 1 (Ульяновск)
Мемориальная доска Разумовскому Д. А. на стене детской школы искусств № 7 г. Ульяновска
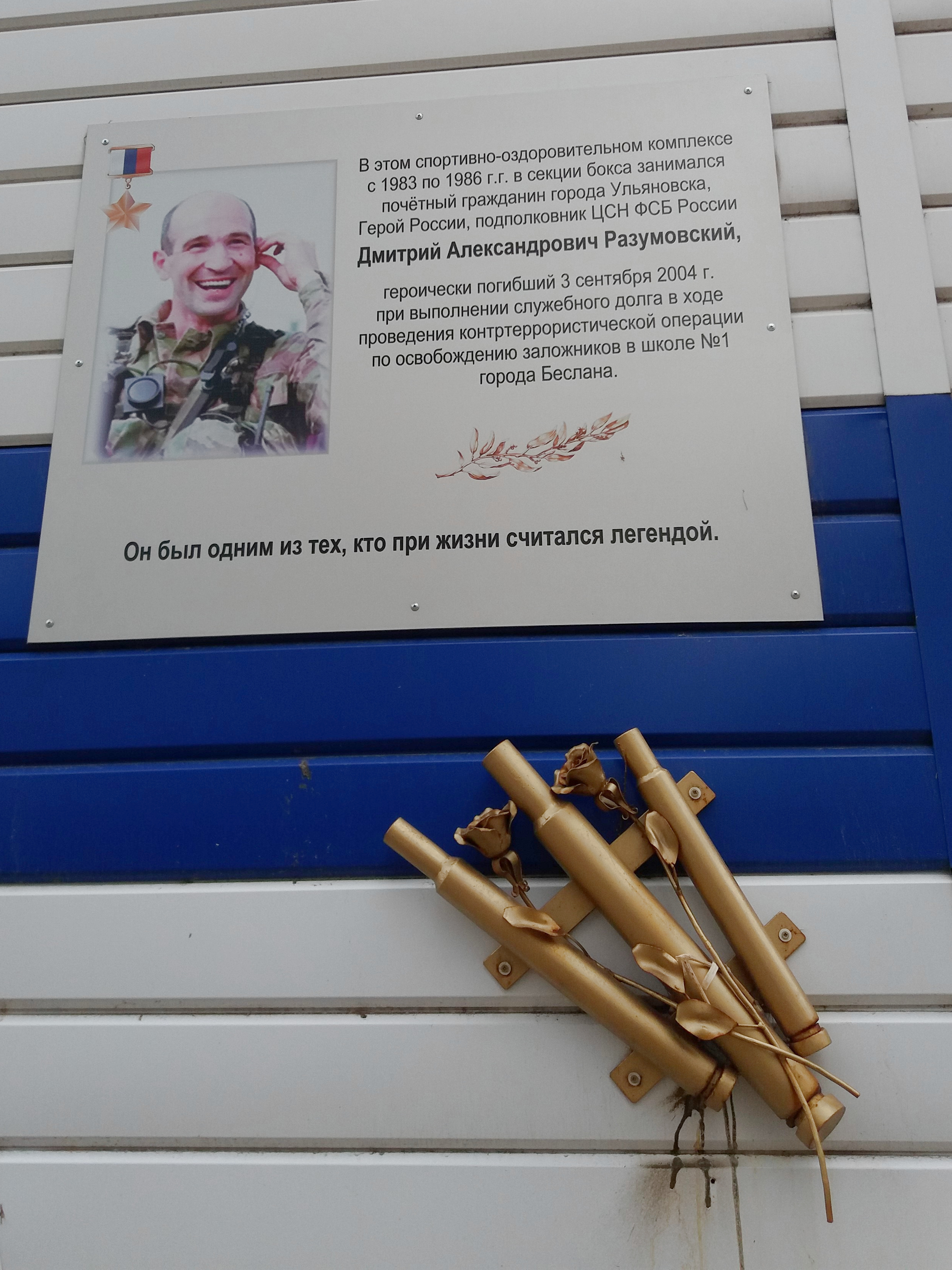
Мемориальная доска Д. Разумовскому (Ульяновск)
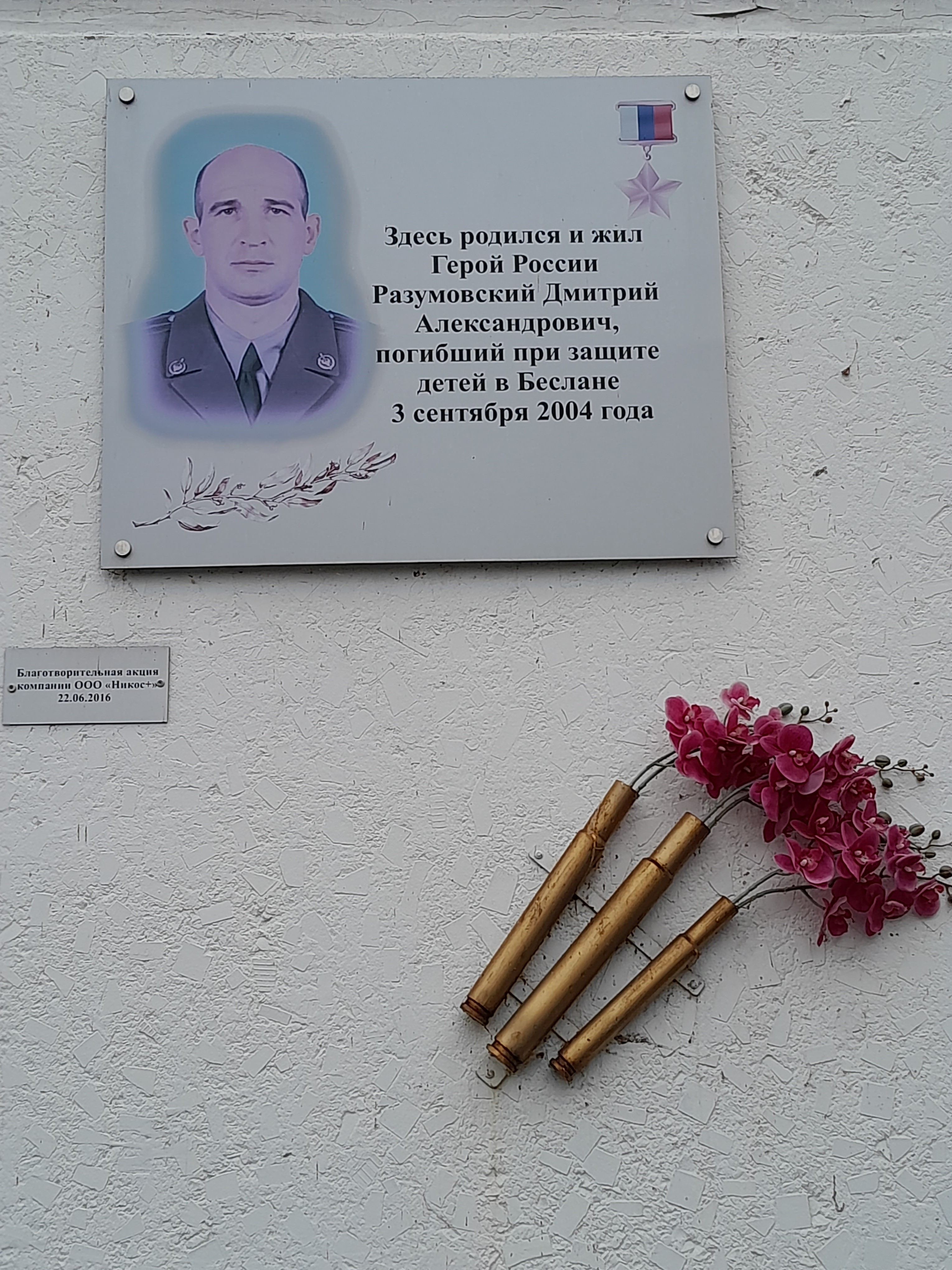
Мемориальная доска Д. Разумовскому (Ульяновск)
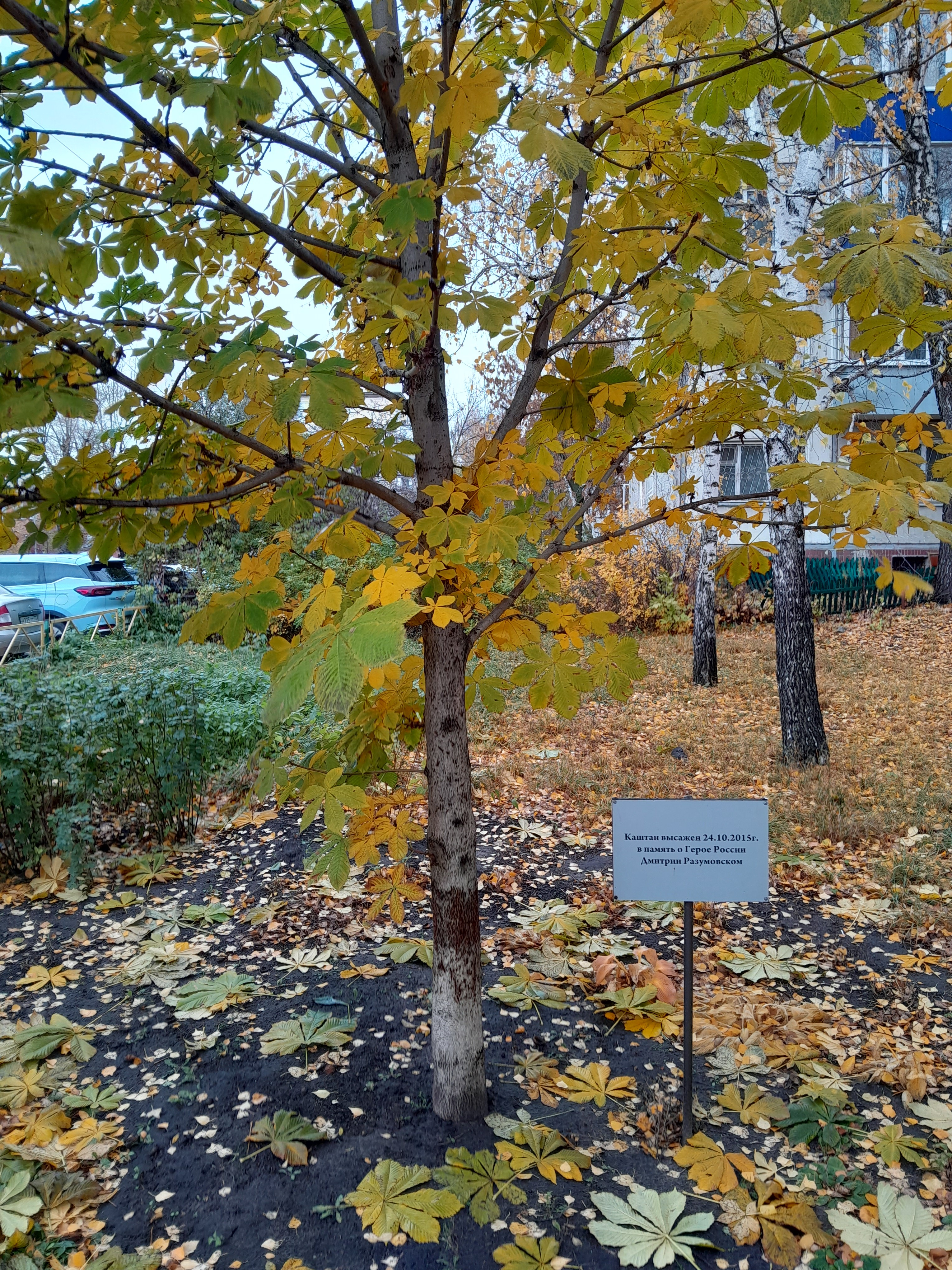
Каштан, высаженный в память о Герое России Д. Разумовском (Ульяновск)

## Награды

### Государственные
- медаль «Золотая Звезда»[7];
- орден «За личное мужество»[7];
- орден «За военные заслуги»[7];
- медали ордена «За заслуги перед Отечеством» I и II степени[7];
- медаль «За отвагу»[7].

### Ведомственные
- медаль «За участие в контртеррористической операции»[3].

## Цитаты
- Умереть в бою — это счастье. Если бы меня спросили — я бы так и хотел умереть. И не надо обо мне плакать, если так случится. Ведь вы плачете о самих себе — вам оставаться. А жизнь не кончается, она просто переходит в другое качество[4].
- …Я часто думаю: что такое героизм? Мне кажется, героизм и лихость — это совсем не одно и то же. Чтобы погибнуть – не надо иметь большого ума. Героизм должен быть осмысленным, ведь недостаточно просто закрыть собой амбразуру дзота: пулемёт лишь перережет тебя и застрочит с новой силой. Но если поднимутся в этот момент из окопов цепи, значит, погиб ты не напрасно…[1]

## Отражение в культуре
Дмитрий Разумовский стал прототипом командира отряда разведчиков Бобровского в фильме «Тихая застава».

## Семья
- Жена — Эрика. Сыновья — Михаил и Алексей[31].
- Младший брат Разумовского Максим, офицер спецподразделения «Вымпел», также участвовал в контртеррористической операции в Беслане и стал известным в блогосфере под прозвищем «Русский танк»[32][33] за фото, в котором он с залитой кровью головой продолжает участвовать в штурме.